# Sonino, Ba Lan
Sonino [sɔˈninɔ] (tiếng Đức: Brandenbruch) là một khu định cư ở khu hành chính của Gmina Brzeżno, trong quận Świdwin, West Pomeranian Voivodeship, ở phía tây bắc Ba Lan.